# مجموعه پرورشگاه صنعتی
مجموعه پرورشگاه صنعتی مربوط به دوره پهلوی است و در کرمان، خیابان بهشتی واقع شده و این اثر در تاریخ ۲۸ فروردین ۱۳۸۰ با شمارهٔ ثبت ۳۷۱۲ به‌عنوان یکی از آثار ملی ایران به ثبت رسیده است.

## تاریخچه
در مورد احداث پرورشگاه صنعتی کرمان گفته می‌شود که در سال ۱۳۱۸ خورشیدی، حاج علی اکبر صنعتی‌زاده پرورشگاهی را برای نگهداری کودکان بی سرپرست کرمان بنیان نهاد. زمین این پرورشگاه ۵ سال قبل از آن با وجوه دریافتی از صندوق استانداری کرمان خریداری شده بود. یکی از کودکانی که در این پرورشگاه رشد یافت و مدارج ترقی در زمینه هنر را طی کرد مرحوم سیدعلی اکبر صنعتی کرمانی هنرمند نقاش و مجسمه‌ساز معاصر است. در سال ۱۳۴۱ نیز کتابخانه‌ای در این مجموعه آغاز به فعالیت کرد. سال ۱۳۵۶ موزه هنرهای معاصر کرمان (موزه صنعتی) با همکاری بنیاد فرهنگ ایران و خانواده مرحوم صنعتی‌زاده در محل این پرورشگاه گشایش یافت.[۵] محمدعلی معمار راوری سازنده سردر آن است.